# Кайтпас
Кайтпас (кирг. Кайтпас) — село в Кадамжайском районе Баткенской области Кыргызстана. Входит в состав айылного аймака Молдо Нияз.

## География
Село расположено в восточной части области, к северу от Сох-Шахимарданского канала, вблизи государственной границы с Узбекистаном, на расстоянии приблизительно 43 километров (по прямой) к северо-западу от города Кадамжай, административного центра района. Абсолютная высота — 512 метров над уровнем моря.

## Население
Согласно оценочным данным Национального статистического комитета Кыргызской Республики, численность населения села на начало 2023 года составляла 3150 человек.
| год     | 2009 | 2014 | 2015 | 2020 | 2021 | 2023 |
| ------- | ---- | ---- | ---- | ---- | ---- | ---- |
| человек | 1753 | 1963 | 2963 | 3049 | 3089 | 3150 |